# Frederick Hanbury-Tracy
Frederick Stephen Archibald Hanbury-Tracy (15 septembre 1848 - 9 août 1906) est un homme politique britannique. 

## Biographie
Il est un fils cadet de Thomas Hanbury-Tracy (2e baron Sudeley), et de son épouse Emma Elizabeth Alicia, fille de George Hay Dawkins-Pennant, de la famille de Baron Penrhyn. Charles Hanbury-Tracy (4e baron Sudeley), est son frère aîné. Il fait ses études privées et au Trinity College, à Cambridge, où il obtient son baccalauréat. 
Il succède à ce dernier comme député de Montgomery en 1877, poste qu'il occupe jusqu'en 1885 et de 1886 à 1892. 
Il épouse Helena Caroline Winnington en 1870, fille unique de Sir Frederick T Winnington, et d'Anna Helena Domville. Ils ont : 
- Eric Hanbury-Tracy
- Edith Julia Helena
- Claud Sudeley Francis, un major de l'armée, il épouse Marcella Brice.
- Cyprienne Emma Madeleine
- Violet Mary Claudia (1876-1963), mariée à Wyndham Dunstan.
- Hilda Adelaide Eleanor
- Gwyneth Rose Coda

Il est décédé le 9 août 1906, à l'âge de 57 ans. 